# Georges Vally
Georges Vally, né le 16 décembre 1890 à Jouars-Pontchartrain (Seine-et-Oise) et mort le 15 avril 1971 à Laboissière-en-Thelle (Oise),, est un journaliste et un écrivain français.

## Biographie
Fils du gouverneur Adrien Vally, il naît sur l'Île de Madagascar. Journaliste, il a été rédacteur dans les années 1950 pour l'Association nationale des écrivains de la mer et de l'Outre-mer, rebaptisée ensuite l'Association des écrivains d'expression française de la mer et de l'Outre-mer.
Il a également publié un roman d'aventures, un roman policier et un essai sur la France d'outremer.

## Œuvre

### Romans
- Malaria: récit de la brousse malgache, Paris, Jean-Renard, coll. Tropiques, 1944 ; réédition, Paris, Ariane, coll. Tropiques, 1946, réédition, Saint-Denis, Éditions Grand Océan, 1994
- Le Secret de l'or noir, Paris, Librairie des Champs-Élysées, Le Masque no 622, 1958

### Autres publications
- Visages de la France d'outre-mer, Tours, Mame, 1951

## Source
- Jacques Baudou et Jean-Jacques Schleret, Le Vrai Visage du Masque, vol. 1, Paris, Futuropolis, 1984, 476 p. (OCLC 311506692), p. 437-438.